# Atlantisch orkaanseizoen 1600-1619
Hoewel data niet voor iedere voorgekomen storm beschikbaar is uit het Atlantisch orkaanseizoen 1600-1619, waren sommige delen van de kustlijn bevolkt genoeg om betrouwbare gegevens te verzamelen over de waargenomen orkanen. Elk seizoen was een jaarlijkse cyclus van tropische cycloon-formaties in de Atlantisch stroomgebied. De meest tropische cycloonformaties vonden plaats tussen 1 juni en 30 november.

## Stormen
| Jaar | Locatie          | Datum        | Dodental                       | Schade/Opmerkingen                                                                 |
| ---- | ---------------- | ------------ | ------------------------------ | ---------------------------------------------------------------------------------- |
| 1600 | Mexico           | 12 september | 60                             | onbekend                                                                           |
| 1600 | Mexico           | 26 september | 150-250                        | onbekend                                                                           |
| 1601 | Veracruz, Mexico | onbekend     | 1000                           | onbekend                                                                           |
| 1605 | Nicaragua        | onbekend     | 1300                           | onbekend                                                                           |
| 1605 | Haïti, Cuba      | onbekend     | onbekend                       | 3 schepen verloren                                                                 |
| 1609 | New England      | 4 augustus   | 32                             | 1 schip dat zonk bij Bermuda, inspireerde Shakespeare om The Tempest te schrijven. |
| 1615 | Mexico           | 30 augustus  | Bemanning van schip verdronken | 1 schip gezonken                                                                   |
| 1615 | Puerto Rico      | 12 september | enkele doden                   | onbekend                                                                           |
| 1616 | Puerto Rico      | onbekend     | Veel doden                     | onbekend                                                                           |